# Große Aue
Große Aue este o arie protejată (arie specială de conservare — SAC, sit de importanță comunitară — SCI) din Germania întinsă pe o suprafață de 231,16 ha, integral pe uscat.

## Localizare
Centrul sitului Große Aue este situat la coordonatele 52°29′35″N 8°38′31″E / 52.4931°N 8.6419°E.

## Înființare
Situl Große Aue a fost declarat sit de importanță comunitară în martie 2001.

## Biodiversitate
Situată în ecoregiunea atlantică, aria protejată conține 2 habitate naturale: Liziere de ierburi înalte hidrofile de câmpie și de nivel montan până la alpin, Păduri aluvionare cu Alnus glutinosa și Fraxinus excelsior (Alno-Padion, Alnion incanae, Salicion albae).
La baza desemnării sitului se află mai multe specii protejate:
- nevertebrate (1): libelule (Leucorrhinia pectoralis)
- pești (3): Cobitis taenia Complex, țipar (Misgurnus fossilis), boarță (Rhodeus amarus)